# Микьо Дордже
Микьо Дордже (тиб. མི་བསྐྱོད་རྡོ་རྗེ་, Вайли mi bskyod rdo rje; 1507—1554) — восьмой Гьялва Кармапа, глава школы карма-кагью тибетского буддизма.

## Биография
Микьо Дордже родился в провинции Дамчу, Кам. Согласно легенде, когда он появился на свет, то сел и произнёс два раза: «Я — Кармапа!» Отец Кармапы пошёл к Ситу Таши Намгьялу, который находился поблизости и рассказал ему о своём новорожденном сыне. Ситупа сказал, что он почти уверен, что в случае этого мальчика речь идёт о реинкарнации Кармапы. Он сказал отцу, что тот должен помнить об этом и хорошо заботиться о ребёнке. Примерно в то же время семья Амдо из Конгпо в Центральном Тибете сообщила, что их сын является перерождением Кармапы. Так как обе стороны не могли договориться, возникли определённые проблемы. Гьялцаб велел свести вместе обоих детей, чтобы определить, кто из них является настоящим Кармапой. Ребёнок из Дамчу сразу узнал вещи своего предшественника, тогда, как второй ребёнок не справился с этим заданием. Так было определено, кто был настоящим перерождением. Молодой Кармапа объявил, что другой кандидат является реинкарнацией Сурманга Чунгцанга из монастыря Сурманг.
Восьмой Кармапа получил все учения кагью от Денмы Друбтопа Таши Пелджора. Он также учился и практиковал под руководством многих других мастеров, организовал много монастырей-коллегий и оставил большое количество известных философских трактатов. Внутренние поучения линии кагью он передал пятому Шамарпе Кончогу Йенлагу, который стал держателем линии.